# 2003 SS422
2003 SS422, também escrito como 2003 SS422, é um corpo menor que está localizado no disco disperso, uma região do Sistema Solar. Ele possui uma magnitude absoluta de 7,1 e tem um diâmetro estimado com cerca de 167 km.

## Descoberta
2003 SS422 foi descoberto no dia 25 de setembro de 2003.

## Órbita
A órbita de 2003 SS422 tem uma excentricidade de 0,800 e possui um semieixo maior de 196 UA. O seu periélio leva o mesmo a uma distância de 39,369 UA em relação ao Sol e seu afélio a 354 UA.